# Trinca (historieta)
Trinca fue un tebeo publicado en España por Editorial Doncel entre 1970 y 1973. Constó de 65 números, incluyendo uno extraordinario y un almanaque. Sus directores fueron Isidoro Carvajal Baños (núms. 1-37) y Antonio Casado Alonso (núms. 41-65), con una dirección de transición entre ambas etapas que dirigió Alfonso Lindo Rodríguez. Los directores-gerentes de Editorial Doncel que idearon y luego editaron y potenciaron Trinca fueron Carlos González Vélez y Juan Van-Halen Acedo.

## Trayectoria editorial
Trinca fue promovida y editada por Editorial Doncel que dependía de la Delegación Nacional de la Juventud pero nunca entró en temas políticos. Su calidad de impresión era muy superior a la media de las revistas españolas de su tiempo, marcada por el descuidado estilo de producción de Bruguera. Su elevado precio, cinco veces el de publicaciones de entonces, y la periodicidad quincenal no permitieron un mayor desarrollo de este importante proyecto editorial. El ejemplo de la  revista francesa Pilote estuvo en la mente de sus promotores. Afrontó retos importantes para la época en la modernización del cómic y, por ejemplo, lanzó al mercado internacional a geniales historietistas españoles, como Antonio Hernández Palacios, considerado posteriormente como un genio del cómic a nivel internacional. 
Su primer número apareció el 1 de noviembre de 1970 y el último, el 1 de julio de 1973, conteniendo las siguientes series:
| Números     | Título                                  | Guion                            | Dibujo                            | Género    | Comentario                                  |
| ----------- | --------------------------------------- | -------------------------------- | --------------------------------- | --------- | ------------------------------------------- |
| 1, 2, 3, 4, | La pandilla Trinca                      | A. Arias/Enrique Sánchez Pascual | José García Pizarro/César Guirado |           |                                             |
| 1, 2, 3, 4, | Peter Petrake                           | Miguel Calatayud                 | Miguel Catalayud                  |           |                                             |
| 1           | Tortain                                 | José Cubero Valero               | José Cubero Valero                | Cómico    |                                             |
| 1, 2, 3, 4, | Hippy Fardón                            | Arturo Rojas de la Cámara        | Arturo Rojas de la Cámara         | Cómico    |                                             |
| 1, 2, 3, 4, | Los guerrilleros                        | Andrade                          | Joan Bernet Toledano              | Cómico    |                                             |
| 1, 2,       | Galacticidio                            | Alcalá                           | Flores                            | Cómico    |                                             |
| 1, 2, 3, 4, | El libro de la selva                    | Juan Arranz                      | Juan Arranz                       | Aventuras | Adaptación de la novela de Rudyard Kipling  |
| 1, 2, 3, 4, | Andrómeda                               | Enrique Sánchez Pascual          | Guinovart                         |           |                                             |
| 1           | Locomotoro                              | Óscar Banegas                    | Jaime Agulló                      |           |                                             |
| 1, 2, 3, 4, | Manos Kelly                             | Antonio Hernández Palacios       | Antonio Hernández Palacios        |           |                                             |
| 2, 3, 4,    | El profesor Neutrón y su ayudante Pepón | Radí                             | Radí                              |           |                                             |
| 3, 4,       | Oliver                                  | Fernando Asián                   | Chiqui de la Fuente               |           |                                             |
| 4           | El sheriff Kendall                      | Arturo del Castillo              | Arturo del Castillo               |           |                                             |
| 5           | Juanito "Er Kiko"                       | Enrique Sánchez Abulí            | Joan Bernet Toledano              |           |                                             |
| 6           | El último vampiro                       | Jan                              | Jan                               |           |                                             |
| 7           | Tesoros ocultos                         | Mariano Hispano alias Bañolas    | Josep Gual                        |           |                                             |
| 7           | Don Juan Poca Cosa                      | Jan                              | Jan                               |           |                                             |
| 8           | Cow boy Tim                             | Jordi Buxadé                     | Jordi Buxadé                      |           |                                             |
| 8           | Así pudo ser                            | Manuel del Arco                  | Manuel del Arco                   |           |                                             |
| 8           | Telemirón                               | José Cubero Valero               | José Cubero Valero                |           |                                             |
| 8           | El miserere                             | Carlos Giménez                   | Carlos Giménez                    |           |                                             |
| 8           | El Capitán Rocadura                     | Jaime Mainou                     | Jaime Mainou                      |           |                                             |
| 9           | Draco, el pastor                        | Rocamosa                         | Adolfo Usero                      |           |                                             |
| 10          | Escuela Torre Contrabandistas           | Martínez Gadea                   | Martínez Gadea                    |           |                                             |
| 10          | Vida secreta de Gusa                    | Federico Maidagán                | Federico Maidagán                 |           |                                             |
| 12          | El Cid                                  | Antonio Hernández Palacios       | Antonio Hernández Palacios        |           |                                             |
| 12          | El rallye de los cinco continentes      | Fernando Manuel Sesén            | José Bielsa                       |           |                                             |
| 13          | Haxtur                                  | Víctor de la Fuente              | Víctor de la Fuente               |           |                                             |
| 21          | Sherlock López                          | Gabi                             | Gabi                              |           |                                             |
| 21          | Kronan                                  | Jaime Brocal Remohí              | Jaime Brocal Remohí               |           |                                             |
| 23 a 62     | Yago Veloz                              | Adolfo Buylla                    | Adolfo Buylla                     |           |                                             |
| 31          | Es que van como locos                   | Miguel Ángel Nieto               | Enrique Ventura                   |           |                                             |
| 34          | Los doce trabajos de Hércules           | Miguel Calatayud                 | Miguel Catalayud                  |           |                                             |
| 34          | Mathai-Dor                              | Víctor de la Fuente              | Víctor de la Fuente               |           |                                             |
| 39 a 45     | Alma de Dragón                          | Esteban Maroto                   | Esteban Maroto                    |           |                                             |
| 49-         | Zongo                                   | Gordillo                         | Gordillo                          |           | Creada como Taruguito para "Chicos" en 1948 |

Se distinguía también por presentar una sección titulada "Tebeoteca y Héroes Menores", acusando así la influencia de corriente reivindicativa del medio que se daba entonces en España.

## Importancia
Trinca difundió el trabajo de numerosos creadores españoles hasta entonces poco conocidos, sirviendo además de campo de pruebas para nuevos valores, como Alfonso Azpiri. Todo ello la convierte en una revista fundamental para la historia del cómic autóctono.